# Blériot 127
Pour les articles homonymes, voir Blériot.
Le Blériot 127 est un bombardier léger français des années 1920 ayant servi dans l'armée de l'air. Ce type d'avion était alors désigné M.4, pour quadriplace multirôle, dans la nomenclature militaire française.

## Historique

### Du Blériot 107M au Blériot 127
En 1922 l'ingénieur français Léon Kirste cherchait à mettre au point un chasseur d'escorte pouvant permettre le remplacement des Caudron R.11 biplans. À l'époque Kirste travaillait pour la société de Louis Blériot et donc il mit au point le Blériot 107M, un gros bimoteur monoplan destiné aux escadrilles de protection, celles-ci même qui patrouillaient le long de la frontière avec l'Allemagne. Malgré un intérêt réel pour ce concept d'avions de la part des politiques le Blériot 117M ne dépassa pas le stade de la planche à dessin.
Cependant Kirste ne se laissa pas aller à de telles considérations et deux ans après le lancement de ses travaux il fit voler, en juin 1924, un appareil de la catégorie C.4, à savoir un chasseur quadriplace, sous la désignation de Blériot 117M. Doté d'une double dérive et motorisé avec des Lorraine 12Db de 400 ch cet avion ne suscita pas un véritable engouement par les militaires français. Toutefois l'état-major français commanda à Blériot Aéronautique une version modifiée dite M.4, apte au bombardement et à la reconnaissance aérienne. Ainsi naquit le Blériot 127M.

### Le Blériot 127M
Sur ce nouvel avion la double dérive avait disparu, une soute à bombe avait fait son apparition, et le train d'atterrissage classique fixe avait été renforcé. L'armement défensif, composé de six mitrailleuses Lewis de calibre 7,7 mm, avait été conservé dans la forme du Blériot 117M. Le nouvel avion vola pour la première fois le 7 mai 1926. Il fut commandé à 42 exemplaires de série.
Extérieurement il se présentait sous la forme d'un monoplan à aile basse bimoteur mû par des Hispano-Suiza 12Hb d'une puissance nominale de 550 ch actionnant chacun une hélice bipale en métal. Le fuselage et les ailes étaient usinés en bois entoilé et métal. Le pilote prenait place dans un cockpit monoplace à l'air libre.

### En service

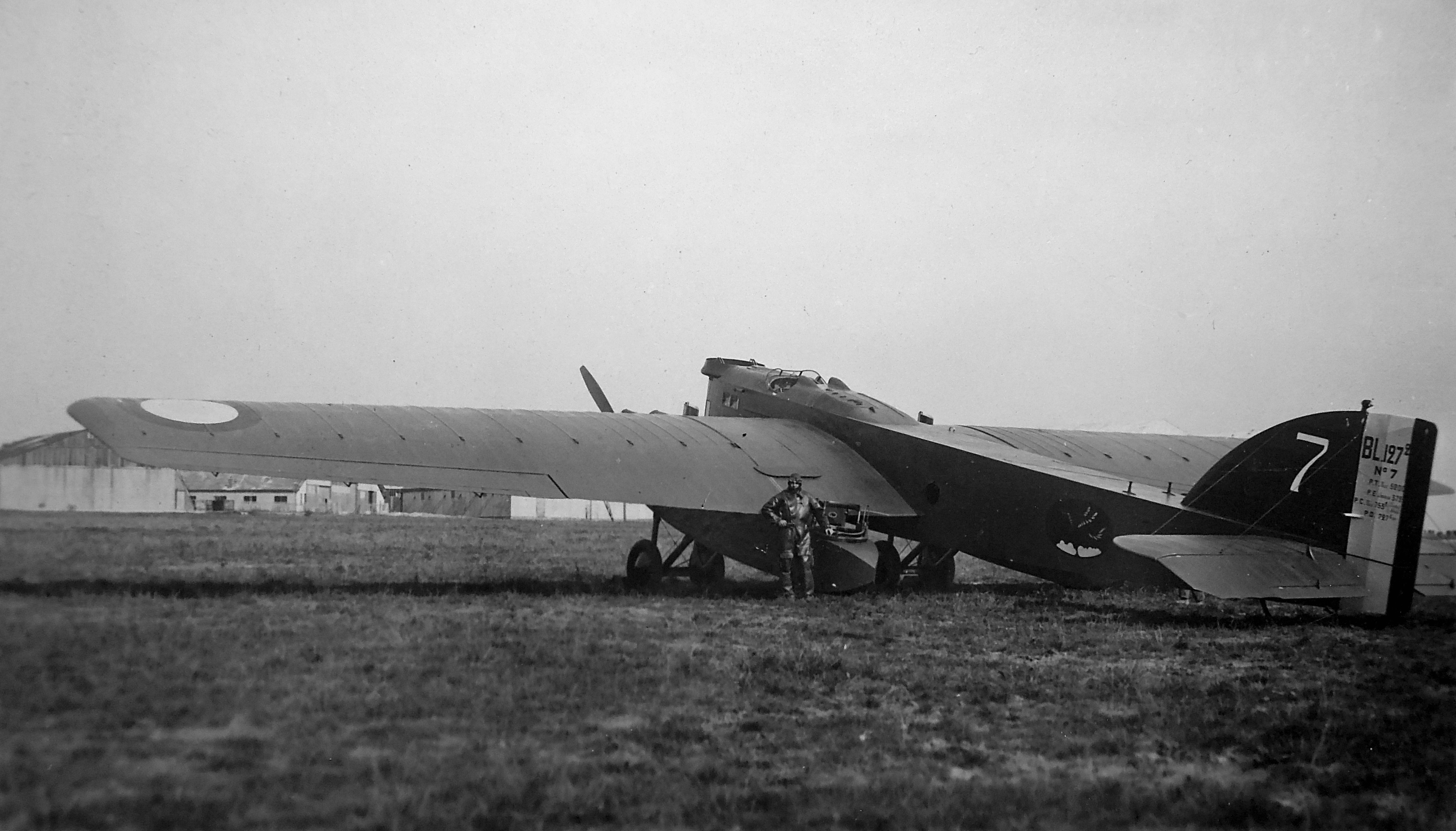
Sur ce cliché le poste de tir de nacelle moteur apparaît clairement.

Le Blériot 127M entra en service en 1929 sous la seule désignation de Blériot 127/2. Ils volaient alors de conserve avec les Amiot 122, des monomoteurs remplissant alors les mêmes missions. C'est d'ailleurs aux côtés de ces avions qu'ils participèrent à des manœuvres aériennes en Alsace en novembre et décembre 1929. Dès leur entrée en service, les Blériot 127/2 étaient des avions mal aimés des pilotes qui regrettaient leurs défauts de pilotage. Toutefois, en septembre 1930, le capitaine François prit la tête d'un groupe de cinq avions qui rejoignirent Bucarest pour participer à un meeting aérien. Blériot espérait ainsi fournir l'avion aux pilotes roumains.
En 1931, douze avions furent livrés au standard Blériot 127/3, à savoir celui d'un bombardier de nuit. Toutefois ces avions ne volèrent quasiment qu'en plein jour, l'armée de l'air craignant pour la sécurité de ses pilotes sur cet avion particulièrement instable. Les derniers Blériot 127/2 étaient des 127/4 au train d'atterrissage encore renforcé, sur lequel le patin de queue avait laissé la place à une roulette orientable.
Finalement, le Blériot 127 fut retiré du service à la fin de l'année 1934 après seulement trois accidents, dont tout de même un qui avait coûté la vie à tout l'équipage.

### Unités
- France
  - armée de l'air
    - 9e régiment de bombardement. Pour essais du 127/3 seulement.
    - 11e régiment de bombardement.

## Aspects techniques

### Versions
- Blériot 107M : chasseur d'escorte, jamais construit.
- Blériot 117M : chasseur d'escorte, un prototype seulement.
- Blériot 127M : Bombardier léger, un prototype seulement.
- Blériot 127/1 : Désignation militaire du Blériot 127M[4].
- Blériot 127/2 : Désignation militaire de la première version de série[5], 25 exemplaires construits.
- Blériot 127/3 : Désignation militaire d'une version nocturne, 12 exemplaires construits.
- Blériot 127/4 : Désignation militaire d'une version modifié du 127/2, cinq exemplaires construits.

### Dérivés
Le 21 décembre 1930, les ingénieurs de Blériot Aéronautique firent voler un dérivé fortement modifié construit en métal sous la désignation de Blériot 137M. Toutefois cet avion demeura sans suite, l'état-major français ne commandant aucun exemplaire.